# Purificació Canals i Ventín
Purificació Canals i Ventín   (Tarragona, 24 de juliol de 1962), coneguda com a Puri Canals, és una biòloga catalana. Va llicenciar-se en ciències biològiques per la Universitat de Barcelona el 1986 i és Doctora en Bioquímica i Fisiologia (1996). Des que va completar la seva llicenciatura, ha combinat la seva activitat professional en els diferents camps del coneixement de les ciències biològiques amb el compromís social en temes ambientals i de conservació de la natura.
És professora de la Universitat Rovira i Virgili i treballa com a consultora freelance. Des del 2009 és presidenta de la Xarxa Mediterrània d'Àrees Marines Protegides (MedPAN). També va ser presidenta de la Lliga per la Defensa del Patrimoni Natural (DEPANA) entre 1994 i 2010 i vicepresidenta d'Unió Internacional per la Conservació de la Natura (IUCN).
El 2020 va ser guardonada amb el Premi Creu de Sant Jordi.